# Kanał Juliany
Kanał Juliany (nid. Julianakanaal) – kanał w prowincji Limburgia, w Holandii. Biegnie od Maastricht do Maasbracht, wypływając i wpływając z powrotem do Mozy. Kanał jest długi na 35 km i został otwarty 16 września 1935 roku.
Decyzję o budowie nowego kanału na terytorium Holandii podjęto w związku ze sporami ze stroną belgijską odnośnie do uregulowania Mozy na odcinku granicznym. Nowy kanał wytyczono wzdłuż Mozy tak, aby ten odcinek omijał. Symboliczną pierwszą łopatę pod budowę kanału 23 października 1925 roku wbiła Juliana, późniejsza królowa Holandii. Budowę prowadzono z obu stron i po dziesięciu latach od rozpoczęcia obydwie części kanału złączyły się na południe od miejscowości Stein. 16 września 1935 roku Juliana dokonała oficjalnego otwarcia nowego kanału.
Na kanale znajdują się trzy śluzy, w miejscowościach Maastricht, Born i Maasbracht. Dawniej funkcjonowała również czwarta śluza w Roosteren, jednak w latach 60. XX wieku dokonano modernizacji pozostałych śluz oraz poszerzenia kanału na odcinku od Born do Maasbracht i w 1965 roku śluzę w Roosteren zlikwidowano.